# The Saints Are Coming: The Best of The Skids
The Saints Are Coming: The Best of The Skids è una raccolta del 2007 di successi del gruppo scozzese Skids. È stata pubblicata in seguito alla crescita di popolarità del brano "The Saints Are Coming", reinterpretato l'anno precedente da Green Day e U2.

## Tracce
1. "The Saints Are Coming"
2. "Into the Valley"
3. "A Woman in Winter"
4. "Scared to Dance"
5. "Charade"
6. "Animation"
7. "Peaceful Times"
8. "Working for the Yankee Dollar" (Single Version)
9. "Sweet Suburbia"
10. "Scale"
11. "Of One Skin"
12. "Goodbye Civilian"
13. "Melancholy Soldiers"
14. "Out of Town"
15. "Charles"
16. "Circus Games"
17. "Hurry on Boys"
18. "The Olympian"
19. "Masquerade"
20. "TV Stars" (Live at The Marquee)
21. "Iona" (Single Version)